# Hippotion celerio

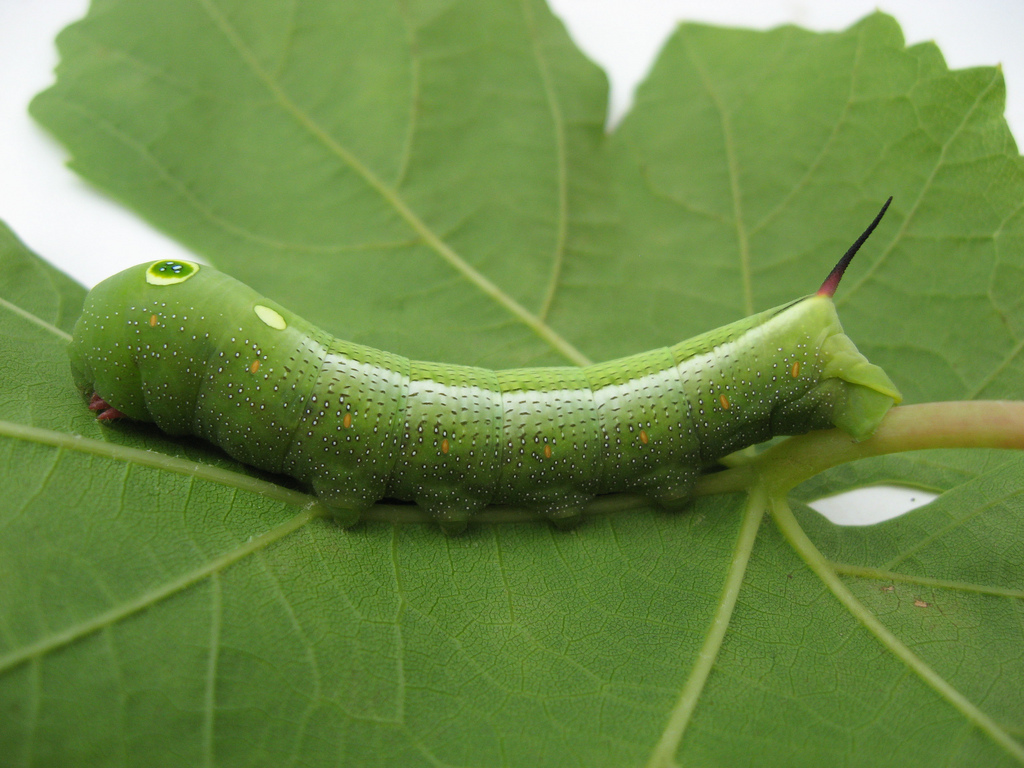
Eruga

Hippotion celerio és una espècie de lepidòpter ditrisi de la família dels esfíngids (Sphingidae) que viu a Euràsia, Àfrica i Oceania.

## Distribució
Molt àmplia, abastant gran part d'Àfrica, Europa (on arriben exemplars migratoris), sud d'Àsia i Oceania; esquiva les grans zones desèrtiques.

## Descripció

### Imago
Envergadura alar d'entre 60 i 80 mm. Ales anteriors llargues i primes, amb diferents tonalitats marrons, estries color crema i una franja color crema que acaba a la punta de les ales. Ales posteriors amb base rosa i amb cel·les rosades envoltades de negre, característica distintiva de Hippotion osiris; també es diferencia d'aquesta segona espècie per la inexistència de quatre línies horitzontals negres toràciques. Tòrax i abdomen verd oliva o marró amb formes clares.

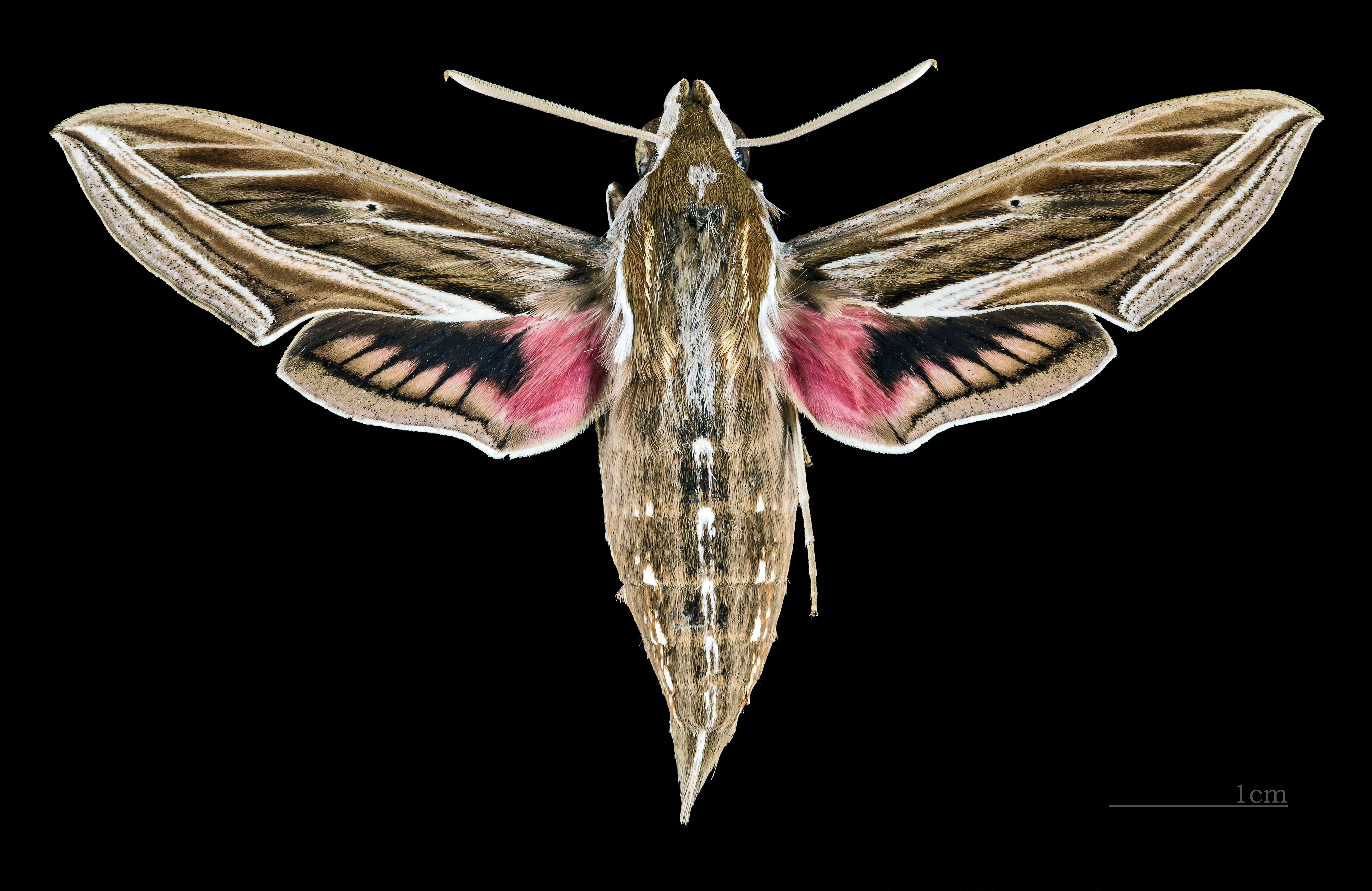
Hippotion celerio ♂
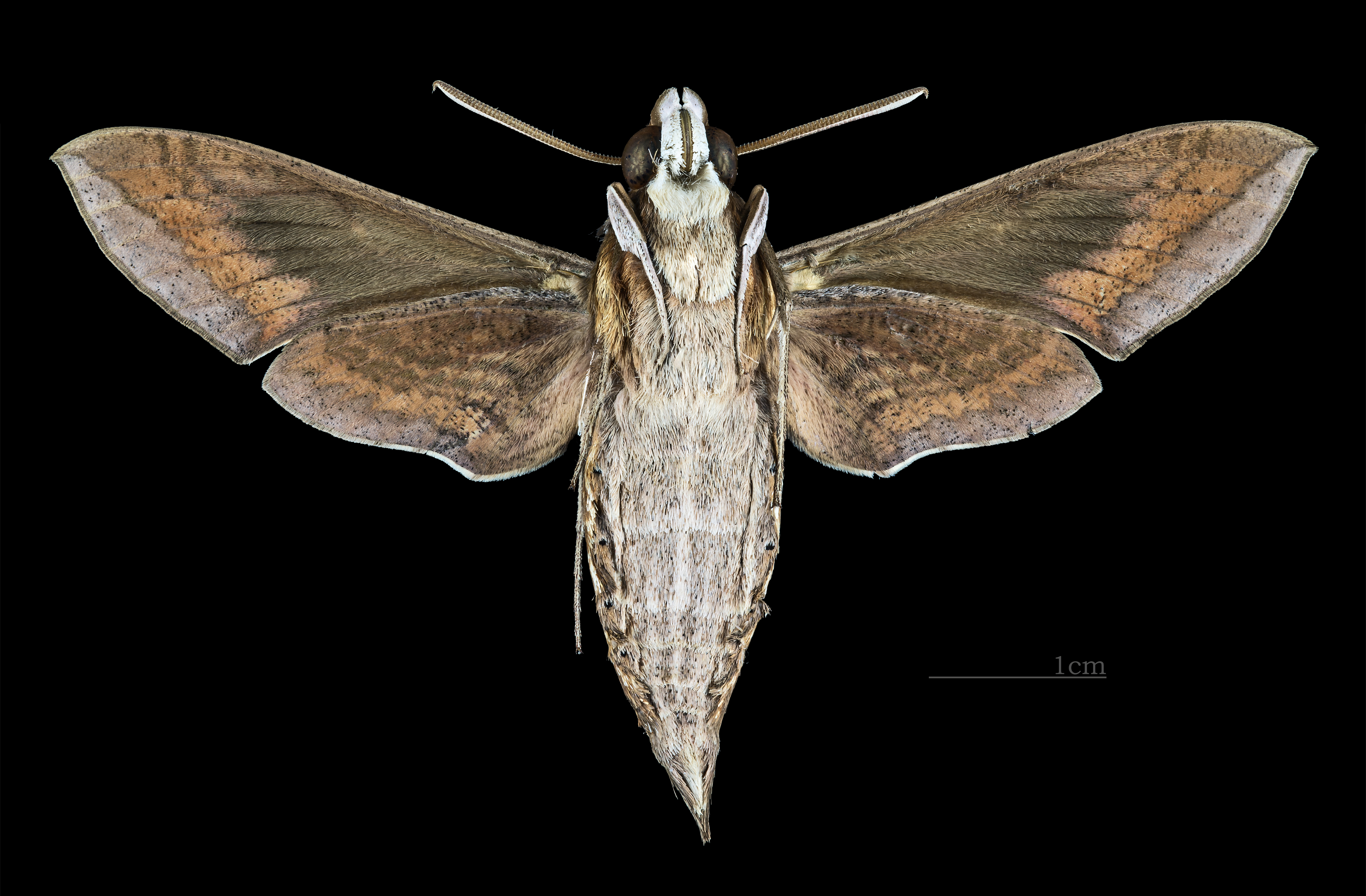
Hippotion celerio ♂ △
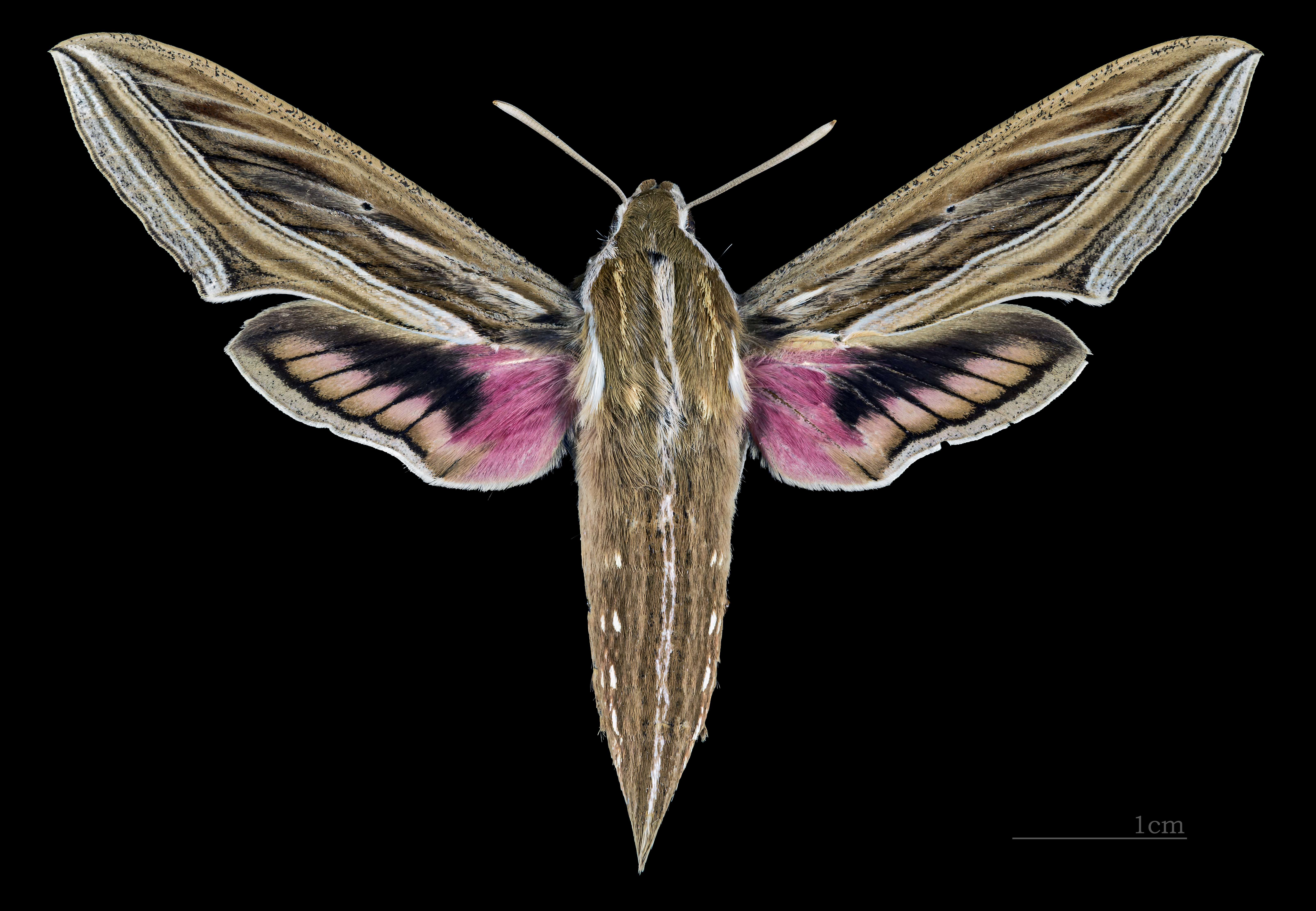
Hippotion celerio ♀
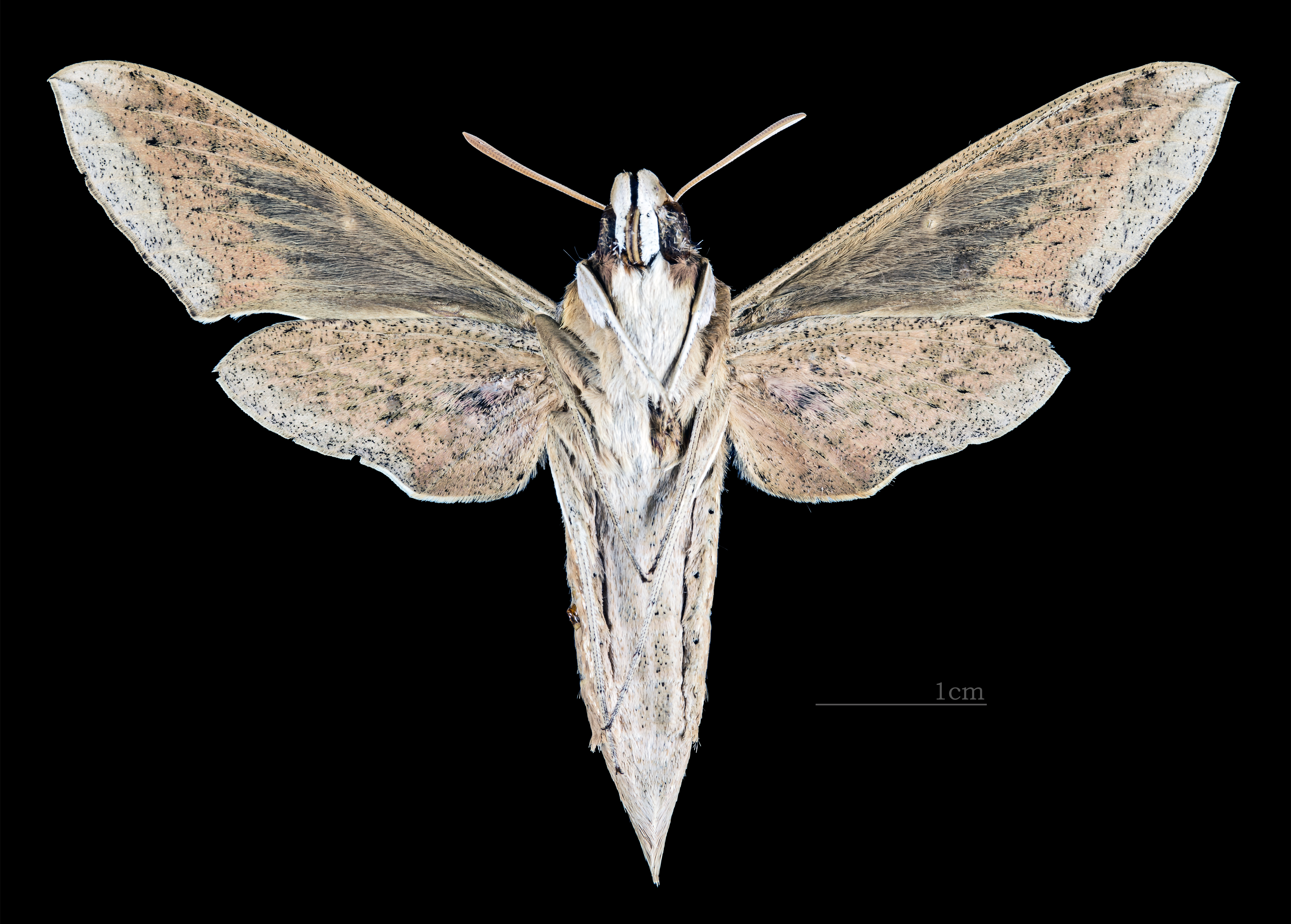
Hippotion celerio ♀ △

### Eruga
Pot arribar fins als 90 mm de longitud; criden l'atenció els dos grans ocels situats al primer segment de l'abdomen. La coloració pot variar segons l'individu, presentant dues formes: l'una verda i l'altra marró, però seguint els mateixos patrons de forma; cua llarga i negra.

## Hàbitat
Poques exigències respecte a l'hàbitat tot i que en algunes zones s'estableix en cultius de vinya. L'eruga s'alimenta de Vitis, Galium, Epilobium, Linaria, Daucus, Rumex, Lonicera, Fuchsia, Impatiens, Colocasia esculenta i Parthenocissus.

## Període de vol
És polivoltina allà on resideix i cria dues o tres generacions allà on migra, d'agost a octubre.

## Costums
Els ous se solen pondre individualment; la incubació dura un període d'entre 5 i 10 dies. És parasitada pels taquínids Drino atropivora i Drino vicina. Mostra un fort comportament migratori.

## Espècies similars
- Hippotion osiris, present al nord d'Àfrica i detectats exemplars esporàdics a la península Ibèrica.